# Kingsley Benedict
Kingsley Benedict (Buffalo, 14 novembre 1878 – Woodland Hills, 27 novembre 1951) è stato un attore, sceneggiatore e produttore cinematografico statunitense.

## Filmografia
La filmografia - basata su IMDb - è completa.

### Attore
- The Oaklawn Handicap, regia di Henry McRae (1915)
- Lone Larry
- When Hubby Grew Jealous, regia di Horace Davey - cortometraggio (1915)
- There's Many a Slip, regia di Horace Davey - cortometraggio (1915)
- Chasing the Limited
- The Mystery of the Tapestry Room
- Vagabond Love
- Judge Not; or The Woman of Mona Diggings
- The Yellow Star
- A Fight to a Finish
- Christmas Memories
- The Boob's Victory
- The Silent Member
- Yust from Sweden
- The Winning of Miss Construe
- The Crippled Hand
- Love Triumphant
- What Love Can Do
- The Love Girl
- The Call of the Past
- His Mother's Boy, regia di Fred Kelsey - cortometraggio (1916)
- Trionfa l'amore (Love Never Dies), regia di William Worthington (1916)
- A Price on His Head, regia di Ben Horning (1916)
- Il trombettiere d'Algeri (The Bugler of Algiers), regia di Rupert Julian (1916)
- Black Evidence
- Perils of the Secret Service, regia di Hal Mohr, George Bronson Howard e Jack Wells - serial (1917)
- The Last Cigarette, regia di George Bronson Howard (1917)
- The Clash of Steel, regia di George Bronson Howard (1917)
- The Voice on the Wire, regia di Stuart Paton (1917)
- The Dreaded Tube, regia di George Bronson Howard (1917)
- The Crimson Blade, regia di George Bronson Howard (1917)
- The Man in the Trunk, regia di George Bronson Howard (1917)
- The Signet Ring, regia di George Bronson Howard (1917)
- The International Spy, regia di George Bronson Howard (1917)
- One Wild Night
- Dropped from the Clouds, regia di Henry McRae (1917)
- Number 10, Westbound
- Man and Beast
- Money and Mystery
- The Plow Woman
- The Winning Pair
- The Master Spy, regia di Jack Wells (1917)
- The Mysterious Iron Ring, regia di Jack Wells (1917)
- The Mystery Ship
- The Human Target
- Who Will Marry Me?, regia di Paul Powell (1919)
- The Secret of the Hills
- The Stampede, regia di Francis Ford (1921)
- Gay and Devilish
- The Kentucky Derby, regia di King Baggot (1922)
- A Man of Action, regia di James W. Horne (1923)
- Riders of the Plains, regia di Jacques Jaccard (1924)
- White Thunder, regia di Ben F. Wilson (1925)
- Arizona Sweepstakes
- Fast and Furious, regia di Melville W. Brown (1927)
- Terry of the 'Times'

### Sceneggiatore
- After the War, regia di Joseph De Grasse - soggetto (1918)
- The Stampede, regia di Francis Ford (1921)
- The Home Wreckers, regia di Mark Goldaine (1925)
- Six Faces West, regia di Mark Goldaine - soggetto (1925)
- 13th Alarm, regia di Mark Goldaine - soggetto (1925)
- White Thunder, regia di Ben F. Wilson - soggetto e sceneggiatura (1925)
- What Price Orphans, regia di Mark Goldaine - soggetto (1925)
- Tin Hoss, regia di Mark Goldaine - soggetto (1925)
- The Klynick, regia di Mark Goldaine - soggetto (1925)
- Ringling's Rivals, regia di Mark Goldaine - soggetto (1925)
- Mister Wife, regia di Harold Beaudine - soggetto e sceneggiatura (1926)

### Produttore
- Perils of the Secret Service, regia di Hal Mohr, George Bronson Howard e Jack Wells - serial (1917)
- The Last Cigarette, regia di George Bronson Howard (1917)
- The Clash of Steel, regia di George Bronson Howard (1917)
- The Crimson Blade, regia di George Bronson Howard (1917)
- The Man in the Trunk, regia di George Bronson Howard (1917)
- The Signet Ring, regia di George Bronson Howard (1917)
- The International Spy, regia di George Bronson Howard (1917)
- The Master Spy, regia di Jack Wells (1917)
- The Mysterious Iron Ring, regia di Jack Wells (1917)

## Spettacoli teatrali
- How Baxter Butted In (Broadway, 13 novembre 1905)